# Ensemble Hoppenbank
Das Ensemble Hoppenbank befindet sich in Bremen, Stadtteil Mitte, Ortsteil Ostertor, Hoppenbank 6 bis 8. Das Ensemble entstand 1846 und steht seit 1976 unter Bremer Denkmalschutz.
Die Straße Hoppenbank führt in der Nähe der Altstadt in Nord-Süd-Richtung von der Adlerstraße bis zum Rembertiring. Sie wurde nach dem Hopfen benannt, der hier nach der Reformation in der profanierten Hopperkarke (Hopfenkirche), der als Zeughaus dienenden mittelalterlichen Wilhadikapelle, gelagert wurde. Dieses Gebäude wurde 1820 abgerissen.

## Geschichte
Nur 50 Häuser befanden sich zu Beginn des 19. Jahrhunderts noch in offener Bauweise vor dem Ostertor. 1849 wurden Gebiete vom Ortsteil Ostertor eingemeindet und die Bürger erhielten das volle Bürgerrecht von Bremen. Im Paulsbergviertel fand eine rege Bautätigkeit statt.

Etwa 100 bis 150 Reihenhäuser wurden in den 1850er Jahren neu erbaut, darunter dieses Ensemble.
Die zweigeschossigen, dreiachsigen, verputzten klassizistischen Reihenhäuser mit Satteldächern Fensterumrahmungen und Schmuckfries sind frühe aber doch typische Vertreter des Bremer Hauses die 1846, noch vor der Aufhebung der Torsperre, entstanden.
Der im Stadtteil häufig vorkommende Häusertyp Bremer Haus wurde in Bremen zwischen der Mitte des 19. Jahrhunderts und den 1930er Jahren errichtet. Charakteristisch sind das Souterrain als Tiefparterre, die tiefe Gebäudeform und der seitliche Eingang.

Heute (2018) werden die Häuser weiterhin für Wohnzwecke genutzt.

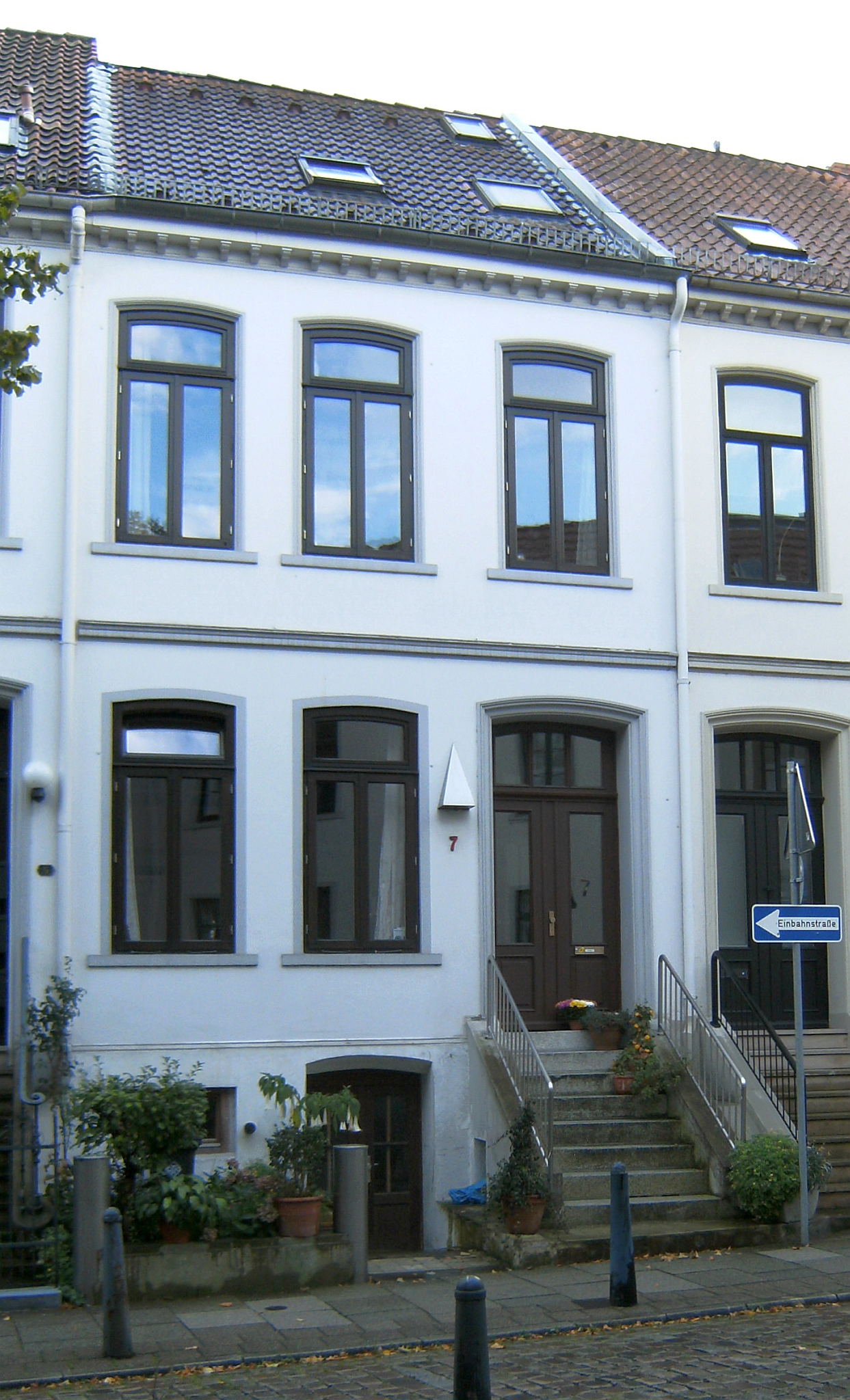
Nr. 7
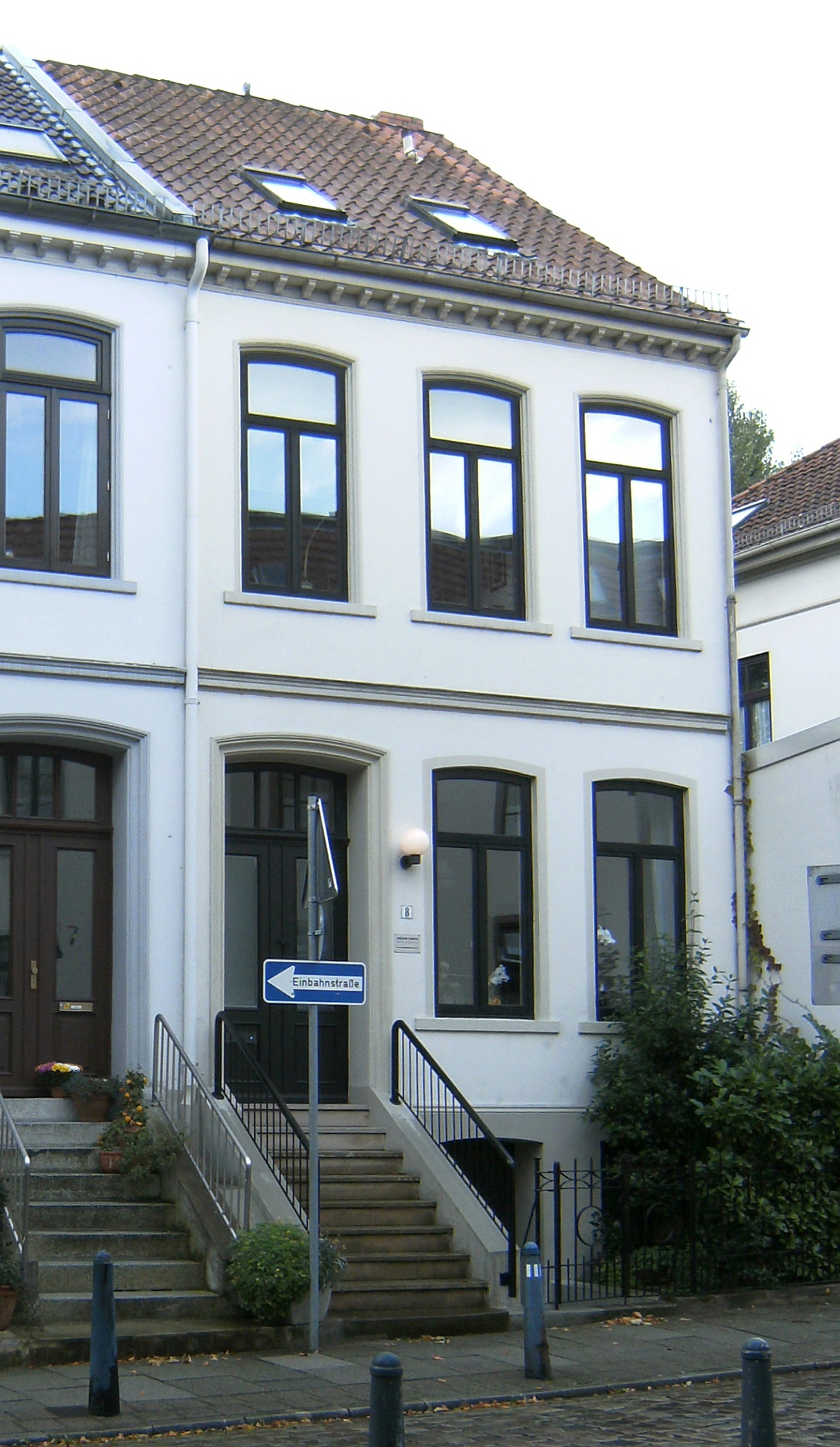
Nr. 8